# Salón de la Fama de las Mujeres de Colorado
El Salón de la Fama de las Mujeres de Colorado es una organización voluntaria sin fines de lucro que reconoce a las mujeres que han contribuido en la historia del estado de Colorado en los Estados Unidos.

## Historia
Hubo un programa de reconocimiento de corta duración establecido en Colorado en 1965 para honrar las contribuciones de las mujeres al estado, conocida como los premios de las Mujeres de Éxito de Colorado. Cada año, tres homenajeadas de todo el estado que se habían distinguido en su profesión o vocación fueron reconocidas en un banquete anual celebrado en Denver, recibieron un premio en efectivo y un alfiler con el emblema del programa, patrocinado por Columbia, Asociación de Ahorro y Préstamo. Las admitidas en 1965, honradas en 1966, incluyeron a Verona Burkhard, Jo Eleanor Elliott y la hermana Frances Marie Walsh. En 1967 las premiadas fueron 1966 fueron Sabina O'Malley, Elizabeth McAulliffe Calabrese, yG enevieve Fiore. En 1968, las homenajeadas para 1967 fueron reconocidas. Incluyeron a Rena Mary Taylor, Marion M. Maresh, Sra. E. Ray Campbell. Dos beneficiarias de Life Award, que habían honrando un compromiso de servicio de por vida, fueron entregadas a Mary M. McDonald y Ella Matty Orman. Los denominados de 1968, reconocidos en 1969 fueron Anna M. Garnett, Betty Pellet, Margaret Rossi, con Ruby Lewis Neal siendo reconocida con el premio Life.
Casi dos décadas después, comenzó un nuevo programa de reconocimiento. La organización del «Salón de la Fama» se fundó y se incorporó como una organización sin fines de lucro en 1984 para reconocer las contribuciones de las mujeres en el territorio y en el estado de Colorado y proporcionar modelos a seguir para otras niñas y mujeres. Servir en el consejo también ofrecía oportunidades de liderazgo para las mujeres. Discutido conceptualmente en febrero de 1984, se organizó en junio del mismo año. ML Hanson estuvo en el cargo como presidente del consejo hasta 1997.

## Criterio
El criterio para la nominación al Salón de la Fama de las Mujeres de Colorado es que debían tener: 
- «vínculos significativos con Colorado y durante sus vidas
- Haber realizado contribuciones significativas y duraderas en sus campos de actividad
- Elevar el estado de la mujer
- Ayudar a abrir nuevas fronteras para las mujeres y para la sociedad en general
- Inspirar a otros con su ejemplo».[7]

## Galardonadas
Hasta 10 miembros son admitidoas en el Salón de la Fama cada año par.
| Imagen                    | Nombre                         | Nacimiento–Muerte | Año  | Área de éxitos | Ref(s)  |
| ------------------------- | ------------------------------ | ----------------- | ---- | --- | ------- |
|                           | Madeleine Albright             | (1937-2022)       | 2010 | Primera mujer en convertirse en la Secretaria de Estado de los Estados Unidos | [ 9 ]   |
|                           | Anna Lee Aldred                | (1921–2006)       | 2004 | Primera mujer en los Estados Unidos en recibir una licencia de jinete | [ 10 ]  |
|                           | Stephanie Allen                | (b. 1937)         | 2006 | Fundadora de la Coalición de Mujeres de Colorado; fundó Women's Vision Foundation para desarrollar habilidades de liderazgo entre las mujeres; primera mujer que recibió el Premio Dan Ritchie a la ética en los negocios; Empresaria, defensora de las mujeres y líder cívica | [ 11 ]  |
|                           | Linda Alvarado                 | (1950)            | 2002 | Presidenta y CEO de Alvarado Construction | [ 12 ]  |
|                           | Susan Anderson                 | (1870–1960)       | 1997 | Médica de frontera | [ 13 ]  |
|                           | Sue Anschutz-Rodgers           |                   | 2008 | Ganadera, filántropa | [ 14 ]  |
|                           | Kristi S. Anseth               |                   | 2012 | Profesora Asociada de Cirugía en la Universidad de Colorado en Boulder. | [ 15 ]  |
|                           | Eppie Archuleta                | (1922–2014)       | 1997 | Artista folk | [ 16 ]  |
|                           | Lena Lovato Archuleta          | (1920–2011)       | 1985 | Educadora de Colorado, primera directora latina en las Escuelas Públicas de Denver | [ 17 ]  |
|                           | Christine Arguello             | (1955-)           | 2014 | Jueza federal en el Tribunal de Distrito de los Estados Unidos para el Distrito de Colorado y exfuncionaria del estado de Colorado | [ 18 ]  |
|                           | Polly Baca                     | (1941-)           | 2000 | Primera mujer en presidir el Caucus Demócrata de la Cámara de Representantes de Colorado (1976-79) y la primera latina elegida en el Senado del estado de Colorado | [ 19 ]  |
|                           | Morley Cowles Ballantine       | (1925–2009)       | 2014 | Editora de periódicos, filántropa | [ 20 ]  |
|                           | Caroline Bancroft              | (1900–1985)       | 1990 | Periodista, ex intérprete de Ziegfeld Follies | [ 21 ]  |
|                           | Ceal Barry                     | (1955-)           | 1997 | Entrenadora de baloncesto | [ 22 ]  |
|                           | Isabella Bird                  | (1831–1904)       | 1985 | Exploradora, escritora e historiadora de la naturaleza | [ 23 ]  |
|                           | Joan Birkland                  | (1928-)           | 1996 | Atleta y organizadora | [ 24 ]  |
|                           | Helen Marie Black              | (1896–1988)       | 1991 | Fundadora de la Orquesta Sinfónica de Denver | [ 25 ]  |
|                           | Helen Bonfils                  | (1889–1972)       | 1985 | Patrocinadora de las artes, filántropa, administradora en el Denver Post | [ 26 ]  |
|                           | May Bonfils Stanton            | (1883–1962)       | 1985 | Filántropa | [ 27 ]  |
|                           | Janet Bonnema                  | (1938–2008)       | 2012 | Ingeniera de Transporte para el Departamento de Carreteras de Colorado; ganó una demanda por discriminación sexual en 1972 contra el Departamento de Carreteras de Colorado cuando se le prohibió trabajar dentro del Túnel Eisenhower. | [ 28 ]  |
|                           | Elise M. Boulding              | (1920–2010)       | 1996 | Socióloga cuáquera y principal colaboradora en la creación de la disciplina académica de Peace and Conflict Studies. | [ 29 ]  |
|                           | Juana Bordas                   | (1942-)           | 1997 | Presidenta del Instituto Nacional de Liderazgo Hispana, voluntaria del Cuerpo de Paz y defensora de las mujeres | [ 30 ]  |
|                           | Louie Croft Boyd               | (1871–1951)       | 2004 | Ayudó a fundar la Asociación de Enfermeras Capacitadas del Estado de Colorado. | [ 31 ]  |
|                           | Antonia Brico                  | (1902–1989)       | 1986 | Directora y pianista. | [ 32 ]  |
|                           | Clara Brown                    | ( 1800–1885)      | 1989 | Ayudó al asentamiento de antiguos esclavos durante la fiebre del oro de Colorado | [ 33 ]  |
|                           | Molly Brown                    | (1867–1932)       | 1985 | Socialista, filántropa y activista que se hizo famosa debido a su supervivencia del Hundimiento del RMS Titanic en 1912 | [ 34 ]  |
|                           | Joy S. Burns                   |                   | 2000 | Presidenta del Hotel Burnsley en Denver | [ 35 ]  |
|                           | Hendrika B. Cantwell           | (1925-)           | 1990 | Defensora contra los abusos infantiles. | [ 36 ]  |
|                           | Lauren Young Casteel           | (1953-)           | 2014 | Primera mujer negra en dirigir una fundación en Colorado | [ 37 ]  |
|                           | Merle Chambers                 | (1946-)           | 2004 | Filántropa, empresaria y abogada | [ 38 ]  |
|                           | Mary Coyle Chase               | (1906–1981)       | 1985 | Periodista, dramaturga y guionista, conocida principalmente por escribir la obra de Broadway Harvey | [ 39 ]  |
|                           | Chipeta                        | (1843/4–1924)     | 1985 | Segunda esposa del jefe Ouray de la tribu Ute de Uncompahgre, lideró a su pueblo después de sla muerte de su marido. Chipeta usó la diplomacia para tratar de lograr la paz con los inmigrantes blancos en Colorado y representó a menudo a los utes como delegada para dialogar en el Congreso de Estados Unidos. | [ 40 ]  |
|                           | Caroline Nichols Churchill     | (1833–1926)       | 1988 | Escritora feminista | [ 41 ]  |
|                           | Judy Collins                   | (1939-)           | 2006 | Cantante y compositora | [ 42 ]  |
|                           | Oleta Crain                    | (1913–2007)       | 1988 | Mayor en el Ejército de los Estados Unidos, Administradora regional de la Oficina de la Mujer del Departamento de Trabajo de los Estados Unidos | [ 43 ]  |
|                           | Dana Hudkins Crawford          | (1920–2010)       | 1996 | Conservacionista y desarrolladora histórica | [ 44 ]  |
|                           | Alicia Alicia Cuarón           | (1939-)           | 2008 | Emprendedora y líder latina prominente que se convirtió en monja católica después de una exitosa carrera empresarial | [ 45 ]  |
|                           | Margaret L. Curry              | (1898–1986)       | 1996 | Oficial de libertad condicional y defensora de mujeres presas | [ 46 ]  |
|                           | Evie Dennis                    | (1924-)           | 2008 | Defensora de educación y atletismo; Deportistas del Salón de la Fama de Colorado 1997; Laureada de la Asociación de Comités Olímpicos Nacionales 1999; Salón de la Fama del Atletismo de los Estados Unidos 2004 | [ 47 ]  |
|                           | Marion Downs                   | (1914–2014)       | 2006 | Audióloga y profesora en el Centro de Ciencias de la Salud de la Universidad de Colorado, pionera de la detección auditiva universal del recién nacido. | [ 48 ]  |
|                           | Jean Dubofsky                  | (1942-)           | 2008 | Primera mujer en convertirse en jueza de la Corte Suprema de Colorado, exfiscal general adjunta de Colorado | [ 49 ]  |
|                           | Fannie Mae Duncan              | (1918–2005)       | 2012 | Propietaria del bar The Cotton Club en Colorado Springs | [ 50 ]  |
|                           | Mamie Eisenhower               | (1896–1979)       | 1985 | Primera dama de los Estados Unidos de 1953 a 1961 | [ 51 ]  |
|                           | Clarissa Pinkola Estés         | (1945-)           | 2006 | Poetisa estadounidense, especialista en postraumático y psicoanalista junguiana | [ 52 ]  |
|                           | Anne Evans                     | (1871–1941)       | 2015 | Activista estadounidense de las artes que dedicó su vida a la fundación y al apoyo de algunas de las instituciones culturales más grandes de Colorado, incluidos el Denver Art Museum, la Central City Opera y el Denver Civic Center. | [ 53 ]  |
|                           | Edwina Hume Fallis             | (1876–1957)       | 1989 | Autor | [ 54 ]  |
|                           | Terri H. Finkel                | (1953-)           | 1996 | Investigadora en autoinmunidad, sida, artritis reumatoide juvenil, lupus y cáncer | [ 55 ]  |
|                           | Genevieve Fiore                | (1912–2002)       | 1991 | Activista humanitario y por la paz | [ 56 ]  |
|                           | Justina Ford                   | (1871–1952)       | 1985 | Primera mujer negra médico de Denver | [ 57 ]  |
|                           | Loretta Ford                   | (1920-)           | 2012 | Decana de la Escuela de Enfermería de la Universidad de Rochester (1972-1985), cofundadora del modelo de enfermera practicante en la Universidad de Colorado en 1965. | [ 58 ]  |
|                           | Virginia Fraser                | (1928–2011)       | 2002 | Defensora de los derechos de las mujeres y los ancianos | [ 59 ]  |
|                           | Patricia Gabow                 | (1944-)           | 2004 | CEO del Denver Health y el Hospital Authority | [ 60 ]  |
|                           | Erinea Garcia Gallegos         | (1903–2002)       | 2012 | Educadora y jefe de correos del Valle de San Luis | [ 61 ]  |
|                           | Gudy Gaskill                   | (1927-2016)       | 2002 | Organizadora del Camino de Colorado | [ 62 ]  |
|                           | Elnora M. Gilfoyle             | (1934-)           | 1996 | Terapeuta ocupacional y defensora de personas con discapacidades | [ 63 ]  |
|                           | Laura Gilpin                   | (1891–1979)       | 2012 | Fotógrafa conocido por sus retratos de nativos americanos, particularmente los navajos y sus paisajes del sudoeste. | [ 64 ]  |
|                           | Miriam Goldberg                | (1916–2017)       | 1987 | Editora de Intermountain Jewish News | [ 65 ]  |
|                           | Temple Grandin                 | (1947-)           | 2012 | Doctora en veterinearia y profesora de la Universidad Estatal de Colorado, autora de best-sellers y consultora de la industria ganadera sobre el comportamiento animal. | [ 66 ]  |
|                           | Elinor Greenberg               | (1932)            | 2010 | Educadora de adultos y autora | [ 67 ]  |
|                           | Emily Griffith                 | (1868–1947)       | 1985 | Pionera de la educación de adultos, fundadora de la Escuela de Oportunidades Emily Griffith | [ 68 ]  |
|                           | Maria Guajardo                 | (1959-)           | 2010 | Directora Ejecutiva de la Agencia de Investigación y Servicios de América Latina | [ 69 ]  |
|                           | Penny Hamilton                 | (1948-)           | 2014 | Piloto, educadora, cotitular de World Aviation Speed Record, establecido el 22 de octubre de 1991 | [ 70 ]  |
|                           | Minnie Harding                 |                   | 2015 | Filántropa y miembro fundadora de la Federación de Clubes de Mujeres de Colorado. | [ 71 ]  |
|                           | Anna Jo Haynes                 |                   | 2016 | Activista de los derechos civiles que llevó el programa nacional de Head Start a Denver; Presidenta emérita de Mile High Montessori Early Learning Centers | [ 72 ]  |
|                           | Josie Heath                    | (1937-)           | 2000 | Presidenta de la Community Foundation que presta servicios en el condado de Boulder; Candidata demócrata para el Senado de los Estados Unidos en 1990 y 1992; activista comunitaria y educadora | [ 73 ]  |
|                           | Sumiko Hennessy                | (1937-)           | 1989 | Miembro de la junta fundadora y directora ejecutiva del Centro de Desarrollo del Pacífico Asiático en Denver | [ 74 ]  |
|                           | Laura Ann Hershey              | (1962–2010)       | 2015 | Autora, activista y defensora de la comunidad de personas con discapacidad. | [ 75 ]  |
|                           | Arlene Hirschfeld              | (1944-)           | 2006 | Líder comunitaria, filántropa y activista | [ 76 ]  |
|                           | Julia Archibald Holmes         | (1838–1887)       | 2014 | Primera mujer en escalar el Pikes Peak | [ 77 ]  |
|                           | Ding-Wen Hsu                   | (1948-)           | 2012 | Cofundadora y accionista mayoritaria de Pacific Western Technologies | [ 78 ]  |
|                           | Swanee Hunt                    | (1950-)           | 1997 | Directora fundadora del Programa de Mujeres y Políticas Públicas (WAPPP) en la Escuela Kennedy y embajadora de los Estados Unidos en Austria | [ 79 ]  |
|                           | Elizabeth Wright Ingraham      | (1922–2013)       | 2014 | Arquitecta | [ 80 ]  |
|                           | Helen Hunt Jackson             | (1830–1885)       | 1985 | Escritora que se convirtió en activista para mejorar el tratamiento de los nativos americanos por parte del gobierno de los Estados Unidos | [ 81 ]  |
|                           | Frances Wisebart Jacobs        | (1843–1892)       | 1987 | Maestra de escuela y filántropa que fundó la United Way | [ 82 ]  |
|                           | Kristina Johnson               |                   | 2014 | Sistemas de procesamiento optoelectrónico, imágenes en 3D y sistemas de gestión del color | [ 83 ]  |
|                           | Jean Jones                     | (1942-)           | 2006 | Presidenta y CEO de Girl Scouts - Mile Hi Council | [ 84 ]  |
|                           | Jo Ann Cram Joselyn            | (1943-)           | 2002 | Primera mujer y primera estadounidense en ejercer como Secretaria General de la Unión Internacional de Geodesia y Geofísica | [ 85 ]  |
|                           | Katherine Keating              | (1922-)           | 2008 | Primera mujer en la Marina de los Estados Unidos en pasar de marinero recluta a capitán | [ 86 ]  |
|                           | Mary Ann Kerwin                | (1931-)           | 2012 | Cofundadora de La Leche League International; defensora de la salud de la mujer | [ 87 ]  |
|                           | Arlene Vigil Kramer            |                   | 2016 | Educadora y pionera de la educación bilingüe | [ 88 ]  |
|                           | Dottie Lamm                    | (1937)-           | 1985 | La ex primera dama de Colorado, se postuló para el Senado de los Estados Unidos contra Ben Nighthorse Campbell | [ 89 ]  |
|                           | Carlotta LaNier                | (1942-)           | 2004 | La más joven de los Little Rock Nine, un grupo de estudiantes afroamericanos que, en 1957, fueron los primeros estudiantes negros en asistir a clases en Little Rock Central High School en Little Rock, Arkansas. | [ 90 ]  |
|                           | Mary Florence Lathrop          | (1865–1951)       | 1987 | Periodista y abogada; primera mujer en hacerse cargo de un caso ante el Tribunal Supremo de Colorado | [ 91 ]  |
|                           | J. Virginia Lincoln            | (1915–2003)       | 2000 | Directora del World Data Center A para la Física Solar Terrestre | [ 92 ]  |
|                           | Fannie Lorber                  | (1881–1958)       | 2006 | Fundadora de Denver Sheltering Home | [ 93 ]  |
|                           | Mary Elitch Long               | (1856–1936)       | 1996 | Empresaria y una de las propietarias originales de Elitch Gardens | [ 94 ]  |
|                           | Joanne Maguire                 | (1954)            | 2014 | Ingeniera aeroespacial | [ 95 ]  |
|                           | Mary Lou Makepeace             | (1940-)           | 2008 | Primera alcalde de Colorado Springs | [ 96 ]  |
|                           | Portia Mansfield               | (1887–1979)       | 2004 | Junto con Charlotte Perry, cofundadora de Perry-Mansfield Performing Arts School & Camp | [ 97 ]  |
|                           | Philippa Marrack               | (1945)            | 2010 | Bióloga conocida por su investigación sobre el desarrollo de células T, apoptosis y supervivencia de células T, adyuvantes, enfermedades autoinmunes y para identificar superantígenos, el mecanismo detrás del síndrome de shock tóxico | [ 98 ]  |
|                           | Ramona Martinez                | (1943-)           | 2010 | Empresaria y expresidenta del Concejo Municipal de Denver ; miembro del Comité Nacional Demócrata desde la década de 1990 | [ 99 ]  |
|                           | Martha Maxwell                 | (1831–1881)       | 1985 | Naturista y artista autodidacta que ayudó a fundar la taxidermia moderna | [ 100 ] |
|                           | Frances McConnell-Mills        | (1899–1974)       | 1996 | Primera toxicólogo de la ciudad de Denver y tal vez la primera patóloga forense femenina en los Estados Unidos | [ 101 ] |
|                           | Hattie McDaniel\|              | (1895–1952)       | 2010 | Actriz estadounidense y primera afroamericana en ganar un Premio de la Academia por su papel en Lo que el viento se llevó | [ 102 ] |
|                           | Golda Meir                     | (1898–1978)       | 1985 | Profesora y política que se convirtió en el cuarto primer ministro de Israel. | [ 103 ] |
|                           | Mary Miller                    | (1842–1921)       | 2002 | Mary y Lafayette Miller fueron las fundadoras de Lafayette, Colorado | [ 104 ] |
|                           | Sue Miller                     | (1934-)           | 2002 | Modelo de moda y sobreviviente de cáncer de mama que organizó Pre-surgical Partners | [ 105 ] |
|                           | Mary J. Mullarkey              |                   | 2012 | Presidenta del Tribunal Supremo de Colorado | [ 106 ] |
|                           | Reynelda Muse                  | (1947-)           | 1997 | Primera mujer afroamericana en montar un noticiero en Colorado. | [ 107 ] |
|                           | Carol Mutter                   | (1945-)           | 2004 | Primera mujer en el Cuerpo de Marines de los Estados Unidos en ser promovida a mayor general y teniente general | [ 108 ] |
|                           | Lily Nie                       | (1963-)           | 2008 | Fundadora de Chinese Children Adoption International, Chinese Children Charity Fund y Joyous Chinese Cultural School | [ 109 ] |
|                           | Rachel Bassette Noel           | (1918–2008)       | 1996 | Educadora afroamericana, política y líder de los derechos civiles; homónimo de Rachel B. Noel Middle School | [ 110 ] |
|                           | Susan O'Brien                  | (1939–2003)       | 2010 | Primera directora de noticias de televisión en Denver | [ 111 ] |
|                           | B.LaRae Orullian               | (1933)            | 1988 | Presidenta fundadora y directora general del Women's Bank en Denver | [ 112 ] |
|                           | Owl Woman                      | (1828–1847)       | 1985 | Princesa cheyenne que dialogó las relaciones entre las tribus nativas americanas y los hombres angloamericanos | [ 113 ] |
|                           | Elizabeth Pellet               |                   | 2015 | Primera mujer líder de la minoría en la Legislatura del estado de Colorado . | [ 114 ] |
|                           | Lydia Peña                     |                   | 2016 | Monja católica, educadora y autora que defendió la educación de las niñas en Afganistán y Ghana; miembro fundadora de Rose Community Foundation | [ 115 ] |
|                           | Antoinette Perry-Frueauff      | (1888–1946)       | 2004 | Actriz y directora | [ 116 ] |
|                           | Charlotte Perry                | (1889–1983)       | 2004 | Junto con Portia Mansfield, cofundadora de Perry-Mansfield Performing Arts School & Camp | [ 117 ] |
|                           | Helen White Peterson           | (1915–2000)       | 1986 | Primera mujer nativa americana directora del Congreso Nacional de Indios Americanos | [ 118 ] |
|                           | Anna Petteys                   | (1892–1970)       | 2008 | Primera mujer en ser elegida para el Consejo de Educación de Colorado | [ 119 ] |
|                           | Sarah Platt-Decker             | (1855-1912)       | 1990 | Sufragista y defensora de los derechos de la mujer | [ 120 ] |
|                           | Jane Silverstein Ries          | (1909–2005)       | 1990 | Primera arquitecta paisajista en Denver | [ 121 ] |
|                           | Mary Rippon                    | (1850–1935)       | 1985 | Una de las primeras mujeres en convertirse en profesora en una universidad; enseñó en la Universidad de Colorado en Boulder | [ 122 ] |
|                           | Cleo Parker Robinson           | (1948-)           | 1989 | Coreógrafa y directora artística de Cleo Parker Robinson Dance Ensemble | [ 123 ] |
|                           | Helen Ring Robinson            | (1878–1923)       | 2014 | Periodista, sufragista y la primera mujer elegida para el Senado del estado de Colorado | [ 124 ] |
|                           | Pauline Short Robinson         | (1915–1997)       | 2000 | Primera bibliotecaria afroamericana en Denver | [ 125 ] |
|                           | Josephine Roche                | (1886–1976)       | 1986 | Humanitaria, industrial, activista y política | [ 126 ] |
|                           | Sandra I. Rothenberg           |                   | 2016 | Jueza del tribunal de apelación y pionera de litigación de discriminación sexual | [ 127 ] |
|                           | Eliza Routt                    | (1839–1907)       | 2008 | Sufragista y primera dama de Colorado junto a John Routt | [ 128 ] |
|                           | Florence Sabin                 | (1871–1953)       | 1985 | Científica médica. Fue una pionera de las mujeres en la ciencia; siendo la primera en obtener una cátedra completa en la Escuela de Medicina Johns Hopkins, la primera elegida para la Academia Nacional de Ciencias y la primera en dirigir una departamento en el Instituto Rockefeller de investigación médica. En sus años de jubilación, siguió una segunda carrera como activista de salud pública en Colorado y en 1951 recibió un Premio Lasker por este trabajo. | [ 129 ] |
| Archivo:Hazel Schmoll.jpg | Hazel Schmoll                  | (1890–1990)       | 1985 | La botánica de Colorado que realizó el primer estudio sistemático de la vida vegetal en el sudoeste de Colorado | [ 130 ] |
|                           | Patricia Schroeder             | (1940)            | 1985 | Política democrática que representó a Colorado en la Cámara de Representantes de los Estados Unidos de 1973 a 1997 | [ 131 ] |
|                           | Bartley Marie Scott            | (1896–1979)       | 2010 | Ganadera y conservacionista | [ 132 ] |
|                           | Shari Shink                    |                   | 2016 | Abogada, defensora de abusos y niños abandonados. Fundadora del Centro de Leyes para Niños de las Montañas Rocosas | [ 133 ] |
|                           | Eudochia Bell Smith            | (1887–1977)       | 1986 | Editora de periódicos, legisladora de Colorado y registradora de la Oficina de Tierras del Distrito de los Estados Unidos de Denver | [ 134 ] |
|                           | Susan Solomon                  | (1956-)           | 2006 | Química atmosférica que trabajó para la Administración Nacional Oceánica y Atmosférica | [ 135 ] |
|                           | Caroline Spencer               | (1861–1928)       | 2006 | Sufragista y médica | [ 136 ] |
|                           | Vivien Spitz                   | (1924–2014)       | 2006 | Reportera del Tribunal en los Juicios de Crímenes de Guerra de Núremberg | [ 137 ] |
|                           | Anne Steinbeck                 | (1929-)           | 1985 | Primera mujer de Colorado como presidenta de la Federación Nacional de Clubes de Mujeres de Negocios y Profesionales | [ 138 ] |
|                           | Ruth Stockton                  | (1916–1990)       | 1985 | Legisladora; primera mujer presidente pro-tem del Senado del estado de Colorado | [ 139 ] |
|                           | Elizabeth Hickok Robbins Stone | (1801–1895)       | 1988 | Montó el primer hotel en el área de Fort Collins, ayudando a los viajeros de Overland Trail. Ella financió e inició negocios para apoyar el crecimiento alrededor del área. | [ 140 ] |
|                           | Augusta Tabor                  | (1833–1905)       | 1991 | Emprendedora | [ 141 ] |
|                           | Baby Doe Tabor                 | (1854–1935)       | 1985 | Segunda esposa del empresario de Colorado Horace Tabor e inspiración de la ópera The Ballad of Baby Doe | [ 142 ] |
|                           | Gloria Tanner                  | (b. 1935)         | 2002 | Primera mujer afroamericana en ejercer en el Senado del estado de Colorado | [ 143 ] |
|                           | Arie Parks Taylor              | (1927–2003)       | 2004 | Servidora públicay líder de la comunidad | [ 144 ] |
|                           | Alice Bemis Taylor             | (1877–1942)       | 2010 | Filántropa | [ 145 ] |
|                           | Jill Tietjen                   | (1954-)           | 2010 | Autora, ingeniera eléctrica | [ 146 ] |
|                           | Mary Luke Tobin                | (1908–2006)       | 1997 | Hermana religiosa católica estadounidense | [ 147 ] |
|                           | Martha M. Urioste              | (1937-)           | 2000 | Educadora Montessori | }}      |
|                           | Marilyn Van Derbur             | (1937-)           | 1996 | Poseedora del título de Miss América 1958 y fundadora de la American Coalition for Abuse Awareness y One Voice | [ 149 ] |
|                           | Judith Wagner                  |                   | 2016 | Cofundadora de la Colorado Women's Foundation y el Women's Bank | [ 150 ] |
|                           | Lenore Walker                  | (1942-)           | 1987 | Fundadora del Instituto de Violencia Doméstica | [ 151 ] |
|                           | Diana Wall                     | (1950-)           | 2014 | Experta en diversidad de invertebrados del suelo | [ 152 ] |
|                           | Mildred Pitts Walter           | (1922-)           | 1996 | Autora, activista, educadora y defensora de las mujeres. | [ 153 ] |
|                           | Emily Howell Warner            | (1939-)           | 2002 | Primera mujer contratada como piloto por una importante aerolínea estadounidense. | [ 154 ] |
|                           | Wilma Webb                     | (1944-)           | 1991 | Miembro de la Legislatura del Estado de Colorado de 1980 a 1993; la primera primera dama de Denver que ocupó cargos políticos. | [ 155 ] |
|                           | Zita Weinshienk                | (1933-)           | 2000 | Jueza federal estadounidense. | [ 156 ] |
|                           | Rhea Woltman                   | (1927-)           | 2008 | Piloto y una de las ayudantes de la primera dama astronauta para el proyecto Mercury. | [ 157 ] |
|                           | Marie Wormington-Volk          | (1914–1994)       | 1985 | Arqueóloga y autora; primera mujer en obtener un doctorado en antropología en la Universidad de Harvard y la primera arqueóloga y primera mujer en recibir un premio de la Fundación Guggenheim. | [ 158 ] |
|                           | Jean Yancey                    | (1914–2000)       | 1985 | Mentora y oradora emprendedora. | [ 159 ] |
|                           | Mildred Didrikson Zaharias     | (1911–1956)       | 2008 | Atleta que logró un éxito sobresaliente en golf, básquetbol y atletismo. Ella fue nombrada la 10.ª atleta más grande estadounidense del siglo XX por ESPN y la novena atleta más grande del siglo XX por Associated Press. | [ 160 ] |